# バカミス
バカミスとは、日本国内における推理小説の分類の1つで、「おバカなミステリー」もしくは「バカバカしいミステリー」の略語である。ただし、この「バカな」は（この言葉の定義については諸説あるが、一般的に）小説作品を侮辱するような意味合いの「馬鹿な」ではなく、「そんなバカな!!」のような感嘆、賛嘆などの意味を込めたものと解釈される。当然のごとくこの系統にはリアリズムの議論は意味をなさず、むしろそれらを犠牲にしてでもミステリーゲームとしての意外性・娯楽性を過剰に追求したものが非常に多い。意匠やロジック・トリックの意図的なバカバカしさ（故意犯的な意外性）をさしての用法、過剰なこだわりによる結果論としての意外性をさしての用法の双方が混在しているため、カテゴライズとしてはやや紛らわしい。
「バカミス」という言葉は、1995年版の『このミステリーがすごい!』で小山正によってマイケル・スレイドの『カットスロート』など、「奇妙な味」のミステリーで初使用された。その後、国内の作品を中心として極端な意外性にとんだ作品を中心に「バカミス」と呼ぶことが定着してきた。また、数年前から同誌に「バカミスの世界」と題されたバカミス特集が組まれるようになり、毎年1作品に同コーナーからバカミス大賞が贈られている。しかし、受賞の知らせを受けたとたん、怒り出す作家もいるらしい。そして、「バカ」という語句の強さを理由に、この用語を使わないミステリーファンも多い。
しかし、北村薫の『ニッポン硬貨の謎〜エラリークイーン最後の事件』（2005年/東京創元社）が2006年度版バカミス大賞を受賞し、村上春樹の『品川猿』（『東京奇譚集』所収）が同年度の「バカミスの世界」に掲載されるなど、バカミスの潮流も変わりつつある。

## 世界バカミス☆アワード
小山正らにより、2008年から2010年まで青山ブックセンター本店にて「世界バカミス☆アワード」というイベントが開催された。
mixiのコミュニティ「バカミス紹介コーナー」において、候補作募集アンケートが第1次選考として実施。同じくmixiのコミュニティメンバーによる推薦作の投票が行われる。その後、小山正らによる論考の末、最終候補作をノミネート。イベント当日の観客投票によって世界バカミス☆アワード受賞作を決定する。
世界バカミス☆アワード受賞作
1. (2008年)『狂犬は眠らない』ジェイムズ・グレイディ
2. (2009年)『官能的』 鳥飼否宇
3. (2010年)『三崎黒鳥館白鳥館連続密室殺人』 倉阪鬼一郎

## 参考書籍
- 『バカミスの世界―史上空前のミステリガイド』 小山正/バカミステリーズ、ビーエスピー、2001年1月、ISBN 978-4568221107
- 『バカミスじゃない!?―史上空前のバカミス・アンソロジー』小山正編、宝島社、2007年6月、ISBN 978-4796658690
以下を含むアンソロジー
  - 「長篇　異界活人事件」辻真先
  - 「半熟卵（ソフトボイルド）にしてくれと探偵（デイック）は言った」山口雅也
  - 「三人の剥製 The Adventure of the Three Stuffed Beasts」北原尚彦
  - 「警部補・山倉浩一 あれだけの事件簿」かくたかひろ
  - 「悪事の清算」戸梶圭太
  - 「乙女的困惑（ガーリー・パズルメント） girlie puzzlement」船越百恵
  - 「失敗作」鳥飼否宇
  - 「大行進」鯨統一郎
  - 「BAKABAKAします」霞流一
- 『天地驚愕のミステリー』 (宝島社文庫、2009/8/6）
  - 小山正編、鳥飼否宇、北原尚彦、船越百恵、山口雅也（著)
- 『奇想天外のミステリー』 (宝島社文庫、2009/8/6）
  - 小山正編、辻眞先、 鯨統一郎、かくたかひろ、戸梶圭太、霞流一 (著)